# Edgemont Park
Edgemont Park is een plaats (census-designated place) in de Amerikaanse staat Michigan, en valt bestuurlijk gezien onder Ingham County.

## Demografie
Bij de volkstelling in 2000 werd het aantal inwoners vastgesteld op 2442.

## Geografie
Volgens het United States Census Bureau beslaat de plaats een oppervlakte van
2,2 km², geheel bestaande uit land.

## Plaatsen in de nabije omgeving
De onderstaande figuur toont nabijgelegen plaatsen in een straal van 12 km rond Edgemont Park.